# بيل كانينغهام
بيل كانينغهام (بالإنجليزية: Bill Cunningham (American photographer)) (و. 1929 – 2016 م) هو مصور من الولايات المتحدة الأمريكية . ولد في بوسطن .
توفي في مدينة نيويورك .

## التعليم
تعلم في جامعة هارفارد

## مناصب وهيئات
أدار The New York Times Company.

## جوائز
حصل على جوائز منها:
- Chevalier de l'ordre des Arts et des Lettres (2008).

## روابط خارجية
- بيل كانينغهام على موقع IMDb (الإنجليزية)
- بيل كانينغهام على موقع ألو سيني (الفرنسية)
- بيل كانينغهام على موقع أول موفي (الإنجليزية)
- بيل كانينغهام على موقع قاعدة بيانات الأفلام السويدية (السويدية)
- بيل كانينغهام على موقع قاعدة بيانات الفيلم (الإنجليزية)
- بيل كانينغهام على موقع كينوبويسك (الروسية)